# Tommy Wirkola
Tommy Wirkola (Alta, 6 dicembre 1979) è un regista e sceneggiatore norvegese.

## Filmografia

### Regista
- Remake, co-regia di Kit McDee - cortometraggio (2006)
- Kill Buljo: The Movie (2007)
- Dead Snow (Død snø, 2009)
- Kurt Josef Wagle og legenden om Fjordheksa (2010)
- Hansel & Gretel - Cacciatori di streghe (Hansel & Gretel: Witch Hunters, 2013)
- Dead Snow 2: Red vs Dead (Død Snø 2, 2014)
- Seven Sisters (What Happened to Monday) (2017)
- The Trip (I onde dager) (2021)
- Una notte violenta e silenziosa (Violent Night) (2022)

### Sceneggiatore

#### Cinema
- Kill Buljo: The Movie, regia di Tommy Wirkola (2007)
- Dead Snow, regia di Tommy Wirkola (Død snø, 2009)
- Kurt Josef Wagle og legenden om Fjordheksa, regia di Tommy Wirkola (2010)
- Hansel & Gretel - Cacciatori di streghe (Hansel & Gretel: Witch Hunters), regia di Tommy Wirkola (2013)
- Dead Snow 2: Red vs Dead (Død Snø 2), regia di Tommy Wirkola (2014)
- The Trip (I onde dager), regia di Tommy Wirkola (2021)
- Kill Buljo 2, regia di Vegar Hoel (2013)
- Kurt Josef Wagle og mordmysteriet på Hurtigruta, regia di Stig Frode Henriksen (2017)

#### Televisione
- Hellfjord – serie TV, 7 episodi (2012)